# Ministère de l'Intérieur (Serbie)
Pour les articles homonymes, voir Ministère de l'Intérieur et MUP.
Le ministère de l’Intérieur (en serbe cyrillique Министарство унутрашњих послова ; en serbe latin Ministarstvo unutrašnjih poslova, en abrégé MUP) est le département ministériel du gouvernement serbe qui garantit l'application de la loi en Serbie. À la tête de la police serbe, il assure la représentation de l'État sur l'ensemble du territoire et coordonne la sécurité intérieure.
Avant 1991, il était représenté sur l'ensemble du territoire yougoslave. Le ministère a à sa disposition différentes unités de polices spécialisées, aussi bien dans la sécurité aérienne, l'antiterrorisme, l'anticorruption, les stupéfiants que les catastrophes à moyens dépassés. Il est également chargé de délivrer les passeports aux citoyens serbes.
L'actuel ministre de l'Intérieur est Ivica Dačić.

## Histoire
Le MUP fut créé en 1811. À partir de 1945, sous l'impulsion du maréchal Tito, le ministère devint un outil permettant de s'assurer de la bonne grâce du Parti communiste auprès du peuple, la police secrète (Tajna Policija) en étant un des aspects les plus répressifs.

## Organisation
Sections
Le MUP s'organise autour de 4 sections principales, parfois subdivisée en plusieurs directions :
- la Section de l'analyse, des télécommunications et des technologies de l'information ;
  - la Direction de l'analyse[1] ;
  - la Direction des technologies de l'information ;
  - la Direction des liaisons et de la cryptographie ;
- la Section des finances, des ressources humaines et des services communs ;
  - la Direction des ressources humaines[2] ;
  - la Direction des services communs[3] ;
  - la Direction du ravitaillement et de l'hébergement[4] ;
  - la Direction de la formation, de l'entraînement, du développement professionnel et de la science[5] ;
  - le Département de la gestion des projets financés par des fonds de l'Union européenne[6] ;
  - le Centre de formation de base de la police (COPO)[7] ;
- la Section des affaires internes[8] ;
- la Section des situations d'urgence[9].

Direction générale de la police
- Directions situées au siège du ministère ;
  - l'Administration de la police[10] ;
  - la Direction de la police routière[11] ;
  - la Direction de la police des frontières[12] ;
  - la Direction de la police criminelle ;
    - le Service de lutte contre le crime organisé[13] ;
    - le Centre national de techniques criminalistiques (NKTC)[14] ;

  - la Direction des fournitures ;
  - le Centre opérationnel ;
  - la Direction des affaires administratives ;
  - l'Unité de protection[15] ;
  - la Direction de la coopération policière internationale[16] ;
- les Directions régionales ;
- les Unités spéciales ;
  - la Gendarmerie[17] ;
  - l'Unité spéciale antiterroriste (SAJ)[18] ;
  - l'Unité spéciale contreterroriste[19] ;
  - l'Unité d'hélicoptères[20] ;
- l'Équipe de négociation[21].

## Liste des ministres
| Ministre                       | Parti | Parti | Dates                   | Gouvernement                                 |
| ------------------------------ | ----- | ----- | ----------------------- | -------------------------------------------- |
| Radmilo Bogdanović             |       | SPS   | 11/02/1991 - 30/05/1991 | Zelenović                                    |
| Zoran Sokolović                |       | SPS   | 30/05/1991 - 20/03/1997 | Zelenović, Božović, Šainović et Marjanović I |
| Radovan Stojičić (intérim)     |       | SPS   | 20/03/1997 - 11/04/1997 | Marjanović I                                 |
| Vlastimir Đorđević (intérim)   |       | SPS   | 11/04/1997 - 15/04/1997 | Marjanović I                                 |
| Vlajko Stojiljković            |       | SPS   | 15/04/1997 - 09/10/2000 | Marjanović I et II                           |
| Mirko Marjanović (intérim)     |       | SPS   | 11/10/2000 - 24/10/2000 | Marjanović II                                |
| Slobodan Tomović (co-ministre) |       | SPS   | 24/10/2000 - 25/01/2001 | Minić                                        |
| Božidar Prelević (co-ministre) |       | DOS   | 24/10/2000 - 25/01/2001 | Minić                                        |
| Stevan Nikčević (co-ministre)  |       | SPO   | 24/10/2000 - 25/01/2001 | Minić                                        |
| Dušan Mihajlović               |       | LS    | 25/01/2001 - 03/03/2004 | Đinđić et Živković                           |
| Dragan Jočić                   |       | DSS   | 03/03/2004 - 07/07/2008 | Koštunica I et II                            |
| Ivica Dačić                    |       | SPS   | 07/07/2008 - 27/04/2014 | Cvetković et Dačić                           |
| Nebojša Stefanović             |       | SNS   | 27/04/2014 - 28/10/2020 | Vučić I et II, Brnabić I                     |
| Aleksandar Vulin               |       | PS    | 28/10/2020 - 26/10/2022 | Brnabić II                                   |
| Bratislav Gašić                |       | SNS   | 26/10/2022 - 02/05/2024 | Brnabić III                                  |
| Ivica Dačić                    |       | SPS   | depuis le 02/05/2024    | Vučević                                      |